# Johann Georg Kohl

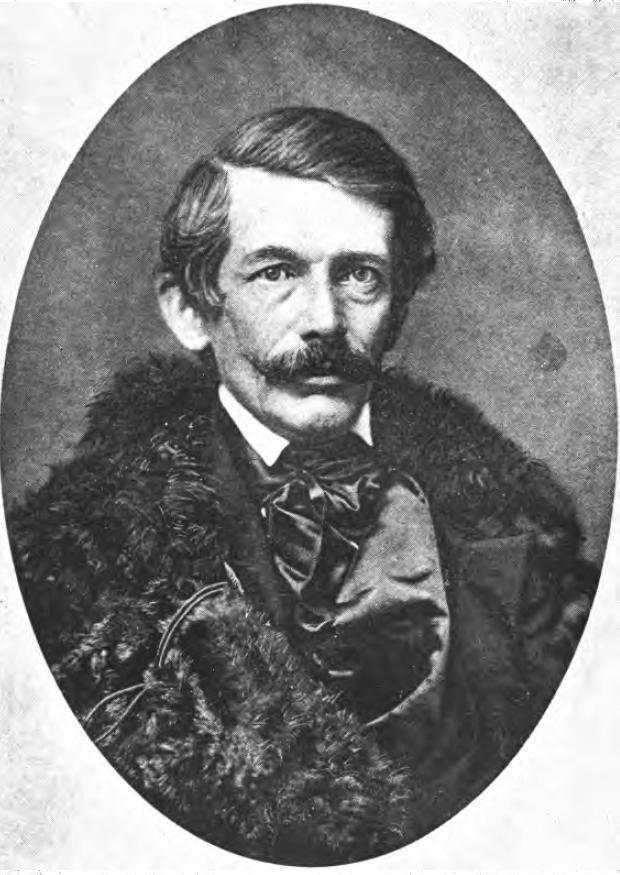
Johann Georg Kohl, New York 1854

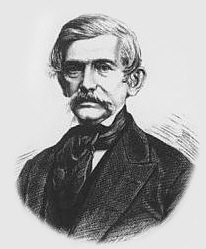
Johann Georg Kohl

Johann Georg Kohl (* 28. April 1808 in Bremen; † 28. Oktober 1878 in Bremen) war ein deutscher Reiseschriftsteller, Essayist und Stadtbibliothekar in Bremen.

## Biografie
Kohl war der Sohn eines Weinhändlers. Er besuchte das Alte Gymnasium in Bremen und studierte Rechtswissenschaft an der Universität Göttingen, der Universität Heidelberg und der Universität München. Nach dem Tod seines Vaters musste er mittellos sein Studium 1830 abbrechen. Er wirkte dann für sechs Jahre als Hauslehrer in Kurland. Nachdem er Sankt Petersburg, Moskau und das südliche Russland bereist hatte, lebte er ab 1838 eine Zeit lang in Dresden. Hier schrieb er seine ersten russischen Reiseberichte. Von Dresden aus bereiste er dann fast alle Länder des nördlichen und westlichen Europas und beschrieb seine Erlebnisse. Seine in den 1840er Jahren praktisch seriell verfassten Reisebücher – 27 Bände erschienen allein in den Jahren 1841 bis 1844ǃ – etablierten ihn als den bekanntesten „Touristen“ auf dem deutschsprachigen Buchmarkt.
Ab 1850 war er in Berlin, Paris, London und Oxford und bereitete seine Reisen in die USA vor. Von 1854 bis 1858 bereiste Kohl Nordamerika und wurde dort auch mit zahlreichen namhaften Wissenschaftlern und Literaten bekannt. Seine dortigen Studien und die darauf basierenden Schriften, die er insbesondere über seine Zeit in den USA sowie im Allgemeinen über die Geographie und Besiedlungsgeschichte Nordamerikas verfasste, machten ihn im deutschsprachigen Raum als Nordamerika-Experten bekannt und in den USA zu einer kleinen Berühmtheit; der amerikanische Forscher Henry Stevens (1819–1886), selbst Verfasser der Historical and Geographical Notes on the Earliest Discoveries in America (1869), hielt Kohls Arbeiten zur frühen Kartographierung der USA für „das ausgezeichnetste, was über diesen Gegenstand geliefert wurde“. Noch im 20. Jh. waren amerikanische Geographen der Ansicht, Kohl sei der „bedeutendste Amerikanist des 19. Jahrhunderts“ (the foremost Americanist of the nineteenth century) gewesen. Sein Buch Kitchi-Gami – mit der Bedeutung „Großer See“ (gichi-gami) und der indigene Name für den Lake Superior – über die Ojibwa wurde in den USA sein populärstes Buch. Es erschien 1860 auf Englisch und wurde im 20. Jh. noch mehrfach neu herausgegeben, zuletzt von der Minnesota Historical Society 1985.
1858 kehrte er nach Bremen zurück. Er befasste sich in den folgenden Jahren ausführlich mit der Kulturgeschichte von Bremen und schrieb über das Haus Seefahrt, den Bremer Ratskeller, die Zusammenarbeit von Bremen und Riga und über den Chronisten Johann Renner. Ferner gab er die Nordwestdeutschen Skizzen heraus und die Episoden aus der Kultur- und Kunstgeschichte Bremens.
Auffallend ist, dass sich Kohl während der 1860er Jahre zunehmend Themen und Ländern zuwandte, die ihm – anders als im Fall der Schriften aus früheren Jahren – nicht oder nur sehr ungenügend aus eigener Anschauung und Reiseerfahrung bekannt waren. Besonders das vom Österreichischen Lloyd in Triest herausgegebene Illustrirte Familienbuch zur Unterhaltung und Belehrung häuslicher Kreise gewährte ihm viel Platz, um über die Völker des südlichen und südosteuropäischen Europas zu schreiben, obwohl er von diesen Weltteilen bestenfalls oberflächliche Kenntnisse besaß; die meisten dieser „ethnographischen“ Schilderungen flossen dann in das reich bebilderte Werk Die Völker Europa’s (1868) ein, das wiederum v. a. Ost- und Südosteuropa, teils sogar das Osmanische Reich behandelt. Die wohlwollende, oft sogar enthusiastische Rezeption dieser späteren Schriften in der Presse zeigt aber, dass Kohls Ruhm als weitgereister „Tourist“, den er sich in den 1840er und 1850er Jahren erworben hatte, ihm nun ausreichend Autorität verlieh, um auch über Länder und ethno-kulturelle Gemeinschaften schreiben zu können, für deren Schilderung er kaum qualifiziert war. Die Haltung Kohls, die er gegenüber den verschiedenen von ihm beschriebenen Völkern einnahm, wird daran deutlich, dass er Schilderungen der Italiener, Spanier, Rumänen und anderer lediglich als „ethnographische Skizzen“ betitelte, während die Juden und Zigeuner von ihm jeweils mit einer „Charakterskizze“ (ǃ) bzw. einem „Charakter- und Sittengemälde“ (ǃ) bedacht wurden.

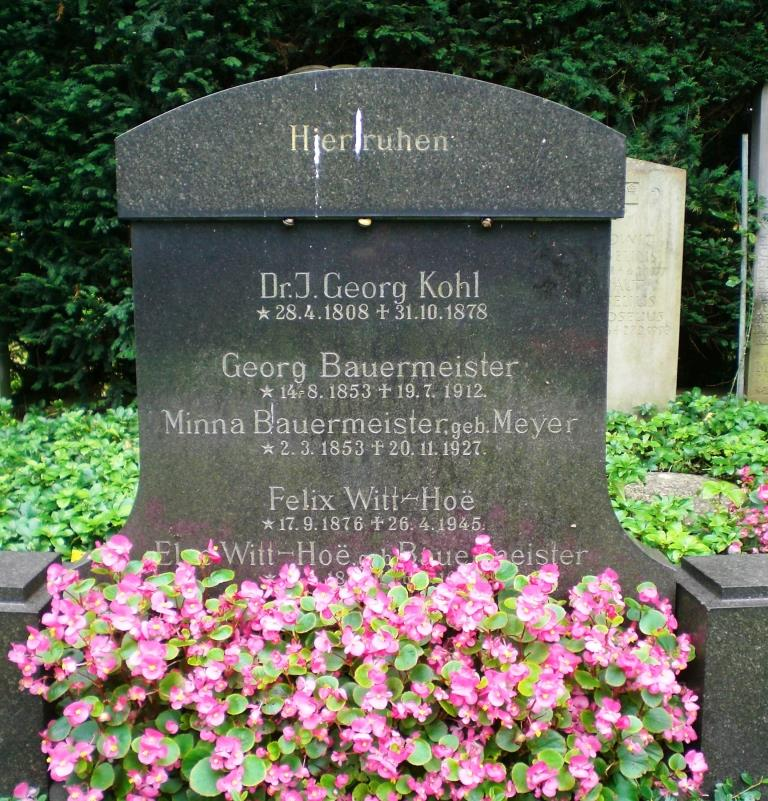
Grab von Johann Georg Kohl auf dem Riensberger Friedhof in Bremen

Am 2. Oktober 1863 wurde er in Bremen zum hauptamtlichen Stadtbibliothekar ernannt und hierdurch mit einer Aufgabe betraut, die er sehr engagiert wahrnahm. Kohl gelang es nach seiner Ernennung, den Jahresetat der Stadtbibliothek von 100 auf 200 Reichstaler zu verdoppeln. Außerdem erreichte er die Übernahme der Bibliotheken des Naturwissenschaftlichen Vereins, der Historischen Gesellschaft, des Ärztlichen Vereins, des Landwirtschaftlichen Vereins sowie Teilen der naturwissenschaftlichen Schriften der Gesellschaft Museum in die Stadtbibliothek.
Ab den frühen 1870er Jahren schrieb er vermehrt Aphorismen und Essays zur praktischen Lebensweisheit. Wie im 19. Jahrhundert üblich, erschienen die meisten Kapitel seiner Bücher als Vorabdrucke in den verschiedensten Zeitungen und Magazinen. Darüber hinaus behandelte er sprachliche Phänomene (Klanglehre, Phraseologie) und Fragen der politischen Geographie (Lage des Hauptstädte Europas, „Weltstellung“ von Lissabon und Venedig). Der allgemeine Eindruck, der sich angesichts der von Kohl in den 1860er und 1870er Jahren veröffentlichten Werke einstellt, ist der eines umtriebigen, vielseitig interessierten, dabei aber manchmal auch oberflächlichen Schriftsteller-Forschers, der in seinem siebten Lebensjahrzehnt immer noch unentschlossen war, worauf sich seine Aufmerksamkeit eigentlich am meisten richten sollte.
Zusammen mit seiner Schwester Ida (später Gräfin von Baudissin) gab er »Englische Skizzen« (Leipzig 1845, 3 Bände) heraus.

## Ehrungen
- Kohl erhielt die Ehrendoktorwürde der Universität Königsberg und der Universität von Boston.
- Kohl erhielt die Ehrendoktorwürde des Bowdoin College in Maine für seine Arbeiten über die Kartographie und historische Geographie der Ostküste der USA.
- Die Johann-Georg-Kohl-Straße in Bremen Arsten wurde nach ihm benannt.

## Rezeption
Eine im Januar 1847 erschienene Miszelle fasste das schriftstellerische Wirken Kohls wie folgt zusammen:
Ein verständiger Beurtheiler der Schriften dieses fleißigen Touristen fällt folgendes Urtheil: Wir haben die neuen drei Bände (die Menschen und Inseln der Herzogthümer Schleswig und Holstein) des Hrn. Kohl mit Theilnahme durchgelesen; wir haben darin vielfache Belehrung und Unterhaltung gefunden; wir müssen den Fleiß des Sammlers loben, welcher den Stoff dazu zum Theil aus den verborgensten Winkeln hervorgesucht hat; wir müssen dem Verfasser, bei aller Nachlässigkeit eines Satzbaues und aller Fremdwörterei, eine klare und lebendige Schreibart zugestehen; aber es fehlt diesem, wie allen übrigen uns bekannten Büchern des Hrn. Kohl, ein gewisses Etwas, dessen Mangel kein Styl, keine Belesenheit, und kein Fleiß ganz zu verdecken im Stande ist, es fehlt ihm der Ausdruck der Individualität, des entschiedenen Charakters. Wir stoßen bei Hrn. Kohl niemals auf ein beredtes Merkmal einer tiefern sittlichen Aufregung, eines stärkern Pulsschlages, einer rascher beflügelten Einbildungskraft; er hat keinen Haß und keine Liebe, er kennt keine andere Lebensaufgabe als die, sich Land und Leute anzusehen und dann darüber hübsche Bücher zu schreiben. Die immer gleichmäßige Redseligkeit, die durch nichts in der Welt gestörte Seelenruhe, die ewige Friedfertigkeit des Verfassers werden verzweifelt eintönig, wenn sie den Leser Seite für Seite durch zehn und zwölf, ich könnte wohl sagen, durch zwanzig und dreißig Bände hindurch begleiten. Es ist immerhin möglich, daß es Leser gibt, welche jene negativen Eigenschaften für eben so viele Vorzüge halten. Wir sind, wie gesagt, einer andern Meinung, wir verlangen von einem Schriftsteller, welcher uns mit dem Leben, gleichviel ob deutscher oder fremder Länder, bekannt machen will, daß er mit ergriffen sey von den Bewegungen der Zeit; wir verlangen, daß er nicht gleichgültig sey bei dem Wünschen und Wollen der Völker; wir verlangen, daß er bei dem Kampfspiele der öffentlichen Leidenschaften nicht kalt bleibe; wir verlangen, mit Einem Worte, daß er in den Zuständen der Gegenwart noch etwas Wichtigeres sehe, als den Stoff zu Reisebeschreibungen, als so freundliche, in vieler Hinsicht höchst anziehende Gaben uns diese auch erscheinen.
In einer Rezension von Kohls Schrift Kitschi-Gami oder Erzählungen vom Oberen See (1859), erschienen in den Blättern für literarische Unterhaltung im Dezember 1859, heißt esː
Von einem Schriftsteller wie Kohl kann man jedes neue Werk unbesehen als ein dankenswerthes Geschenk hinnehmen; das Geschäft der Kritik ist hier ein leichtes und angenehmes, schwierig allenfalls da, wo es gilt dem Leser von dem überströmend reichen und mannichfaltigen Inhalt seiner eigentlichen Reisebeschreibungen ein leidlich vollständiges Bild zu geben.
Ein Rezensent der Neuen Freien Presse (Wien) besprach im April 1866 Kohls Deutsche Volksbilder und Naturansichten aus dem Harze und kam dabei zu folgendem Urteilː
Die deutsche Touristen-Literatur ist in neuerer Zeit auf das lyrisch-poetische Gebiet geführt worden. Farbenreiche Bilder, schimmernder Glanz, der Firniß der Darstellung übertreffen die Leistungen der Vergangenheit. Es bleibt dabei aber immer das Bedürfniß auch jener Schilderungen, welche, wissenschaftlich gediegen, reellen Inhalt in anmuthiger Form bieten, und in diesem Genre ist Kohl sicher eine der bewährtesten Autoritäten. … Kohl hat durch das umfangreiche, 436 Seiten starke Buch um die zahllosen Harzbesucher, welche alljährlich unter dem Schatten der schönsten Buchen, Eichen und Linden Labung und Erholung suchen, sich ein wahrhaft großes Verdienst erworben. …Auch die Ausstattung des Buches ist gewohntermaßen eine sehr schöne.

## Zitate von Zeitgenossen
„Die neueste Zeit hat zwei in ihrer Individualität sehr verschiedene Touristen par excellence aufzuweisen, nämlich Hermann Heinrich Ludwig Fürsten von Pückler-Muskau (geb. 1785 zu Muskau) und Johann Georg Kohl (g. Bremen, 1808); Ersterer ist ein geistreicher Weltmann, der jedoch das, was er gesehen, zwar oberflächlich, aber geschmackvoll zu skizziren weiß, Letzterer das Muster aller Reisenden, der besonders das schildert, was Andere, namentlich die gelehrten Professoren, gar nicht sehen und beschreiben mögen, nämlich das Volk, und der nie den Zweck seiner Reise, die Individualität des Landes und der Nation, die er besucht, darzustellen, nicht seine langweilige Persönlichkeit, aus den Augen läßt“

„Kohl gehört zu den berühmten Reisenden und den besten Reisebeschreibern unserer Zeit. […] Will man das Eigenthümliche seines Wesens mit einem Worte bezeichnen, so kann man ihn eine contemplative Natur nennen. Seine Schreibweise ist klar und anziehend, Letzteres besonders dadurch, daß er überall möglichst invidivualisirt, den Leser schnell mitten in die Sache hineinversetzt und dieser die interessantesten Seiten abzugewinnen weiß. Seelenzustände zu malen, gelingt ihm in hohem Grade und macht ihm persönlich besonderes Vergnügen.“

## Werk

### Aufsätze und Vorträge
- 1839: „Die Teutschen in Rußland“. In: Der Adler, Nr. 158 (4. Juli 1839), S. 549.
- 1839: „Die jüdische Sekte der Karaïten in Süd-Rußland“. In: Allgemeine Zeitung des Judenthums, III. Jg., Nr. 84 (Leipzig, 10. August 1839), S. 399 f.; Nr. 85, S. 410–412; Nr. 87, S. 439
- 1840: „Vegetation der südrussischen Steppen am Pontus“. In: Das Ausland, Nr. 32 (1. Februar 1840), S. 125 f.; Nr. 33, S. 130 f.; Nr. 34, S. 134 f.; Nr. 35, S. 137 f.; Nr. 36, S. 141–143; Nr. 37, S. 146 f.; Nr. 38, S. 151 f.; Nr. 39, S. 154 f.; Nr. 40, S. 157 f.; Nr. 41, S. 162 f.; Nr. 42, S. 166 f.
- 1840: „Der Petersburger Winter“. In: Morgenblatt für gebildete Leser, Nr. 34 (8. Februar 1840), S. 133 f.; Nr. 35, S. 138 f.; Nr. 36, S. 141 f.
- 1840: „Der Petersburger Fiaker“. In: Morgenblatt für gebildete Leser, Nr. 40 (15. Februar 1840), S. 157 f.; Nr. 41, S. 162–164; Nr. 42, S. 165–167
- 1840: „Rußland. Die Theebuden in St. Petersburg“. In: Magazin für die Literatur des Auslandes, Nr. 24 (24. Februar 1840), S. 93; Nr. 25, S. 99 f.
- 1840: „Rußland. Das Petersburger Irrenhaus“. In: Magazin für die Literatur des Auslandes, Nr. 91 (20. Juli 1840), S. 363 f.; Nr. 92, S. 367 f.
- 1840: „Die Klöster Moskaus“. In: Das Ausland, Nr. 214 (1. August 1840), S. 853–855; Nr. 215, S. 859 f.; Nr. 224, S. 893 f.; Nr. 225, S. 898 f.; Nr. 228, S. 909 f.; Nr. 234, S. 933 f.; Nr. 244 (31. August 1840), S. 973 f.
- 1840: „Details einer großen russischen Messe“. In: Das Ausland, Nr. 306 (1. November 1840), S. 1221 f.; Nr. 307, S. 1226 f.; Nr. 308, S. 1230 f.; Nr. 309, S. 1233 f.; Nr. 310, S. 1238 f; Nr. 311, S. 1242–1244; Nr. 313, S. 1249 f.; Nr. 314, S. 1253 f.; Nr. 315, S. 1258 f.; Nr. 316, S. 1262 f.; Nr. 317, S. 1266 f.; Nr. 318, S. 1270 f.; Nr. 319, S. 1273–1275; Nr. 320, S. 1277–1279
- 1845: „Sonderlinge (Aus Reisen im Innern von Rußland und Polen)“. In: Der Wanderer (Wien), Nr. 61 (12. März 1845), S. 241 f.; Nr. 62, S. 245 f.; Nr. 63, S. 249; Nr. 64, S. 253 f.; Nr. 65, S. 257 f.
- 1846: „Recruten-Aushebung in Rußland“. In: Oesterreichisches Morgenblatt (Wien), Nr. 37 (28. März 1846), S. 146; Nr. 38, S. 150; Nr. 39, S. 154; Nr. 40, S. 158
- 1849: „Die streitenden Interessen Oesterreichs und Deutschlands auf der einen und Rußlands auf der andern Seite an den Donaumündungen und am schwarzen Meere“. In: Deutsche Vierteljahrs Schrift, 1. Heft (1849), S. 99–132
- 1850: „Aus meinen Hütten“. In: Abendblatt der Wiener Zeitung, Nr. 16 (18. Januar 1850), S. 1–3 (Digitalisat ANNO); Nr. 17 (19. Januar 1850), S. 65 f.
- 1850: „Miscelle“. In: Oesterreichischer Zuschauer. Zeitschrift für Gebildete, Nr. 63 (16. März 1850), S. 501–503
- 1850: „Das materielle Wohl und die Reformen in Behausung, Nahrung und Bekleidung der Bewohner Europas, insbesondere Deutschlands“, Deutsche Vierteljahrs Schrift, Zweites Heft (Stuttgart 1850), S. 259–312 (Digitalisat ANNO)
- 1853: „Dorf, Haus und Hof der Niedersachsen. Mitgetheilt von J.G. Kohl“. In: Illustrirte Zeitung (Leipzig), Nr. 511 (16. April 1853), S. 247–250; Nr. 512, S. 259–261
- 1853: „Die Montenegriner“. In: Karl Gutzkow (Hrsg.): Unterhaltungen am häuslichen Herd (Leipzig), Nr. 24, S. 369–374; Nr. 25, S. 393–397
- 1854ː „Kurze Geschichte der Entdeckung und Eroberung von Mexico“. inː Illustrirtes Familienbuch zur Unterhaltung und Belehrung häuslicher Kreise, Band IV (1854), S. 216–224
- 1854ː „Agnes Bernauerin“. Inː Illustrirtes Familienbuch zur Unterhaltung und Belehrung häuslicher Kreise, Band IV (1854), S. 279–283
- 1856ː „Kurze Darstellung des Charakters und der Wirksamkeit des Christoph Columbus“. Inː Illustrirtes Familienbuch zur Unterhaltung und Belehrung häuslicher Kreise, Band VI (1856), S. 258–269
- 1859ː „Notizen über den von der königl. bayrischen Akademie der Wissenschaften am 28. März 1859 veröffentlichten Atlas zur Entdeckungsgeschichte Amerikas“. Inː Weser-Zeitung, danach in Fortsetzungen abgedruckt im Feuilleton der Temesvarer Zeitung, ab Nr. 171 (29. Juli 1859), S. 1161 f.
- 1861: „Das Schwimmende Land in Wakhusen“. In: Die Gartenlaube (1861), Heft 42, S. 666–669; Heft 43, S. 678–681
- 1862ː „Die Armenier in Europa. Eine ethnographische Skizze“. Inː Illustrirtes Familienbuch zur Unterhaltung und Belehrung häuslicher Kreise, NF Band II, Heft 3 (1862), S. 101–104
- 1862ː „Die Haidschnucken“. Inː Illustrirtes Familienbuch zur Unterhaltung und Belehrung häuslicher Kreise, NF Band II, Heft 5 (1862), S. 176–182
- 1863: „Ein Ausflug in's Teufelsmoor“. In: Die Gartenlaube (1863), Heft 29, S: 460–463; Heft 30, S. 474 f.
- 1863ː „Die Walhalla“. Inː Illustrirtes Familienbuch zur Unterhaltung und Belehrung häuslicher Kreise, NF Band III, Heft 2 (1863), S. 63–66
- 1863ː „Die Magyaren. Eine ethnographische Skizze“. Inː Illustrirtes Familienbuch zur Unterhaltung und Belehrung häuslicher Kreise, NF Band III, Heft 3 (1863), S. 86–98
- 1863ː „Die Juden in Europa. Eine ethnographisch-historische Charakterskizze“. Inː Illustrirtes Familienbuch zur Unterhaltung und Belehrung häuslicher Kreise, NF Band III, Heft 4 (1863), S. 121–135
- 1863ː „Fragmente über Physiognomik“. Inː Illustrirtes Familienbuch zur Unterhaltung und Belehrung häuslicher Kreise, NF Band III, Heft 6 (1863), S. 199–203
- 1863ː „Das Appenninenland und die Italiener. Eine ethnographische Skizze“. Inː Illustrirtes Familienbuch zur Unterhaltung und Belehrung häuslicher Kreise, NF Band III, Heft 9 (1863), S. 300–314
- 1864ː „Reminiscenzen an Kaiser Nikolaus“. Inː Illustrirtes Familienbuch zur Unterhaltung und Belehrung häuslicher Kreise, NF Band IV, Heft 1 (1864), S. 14–25
- 1864ː „Eine Dampfschiffahrt über den Ocean“. Inː Illustrirtes Familienbuch zur Unterhaltung und Belehrung häuslicher Kreise, NF Band IV, Heft 6 (1864), S. 202–212
- 1864ː „Die pyrenäische Halbinsel und die Spanier. Eine ethnographische Skizze“. Inː Illustrirtes Familienbuch zur Unterhaltung und Belehrung häuslicher Kreise, NF Band IV, Heft 11 (1864), S. 376–388
- 1865ː „Afrika und Europa. Ueber den Einfluß der Nationen im Süden des Mittelländischen Meeres auf die Bevölkerung und Kultur unseres Continents“. Inː Illustrirtes Familienbuch zur Unterhaltung und Belehrung häuslicher Kreise, NF Band V, Heft 1 (1865), S. 27–34
- 1865ː „Dorfscenen aus einem Thale des Harzes“. Inː Morgenblatt für gebildete Leser, Nr. 5 (29. Januar 1865), S. 97–102; Nr. 6, S. 127–138
- 1865ː „Die Zigeuner. Ein historisch-ethnographisches Charakter- und Sittengemälde“. Inː Illustrirtes Familienbuch zur Unterhaltung und Belehrung häuslicher Kreise, NF Band V, Heft 3 (1865), S. 88–99
- 1865ː „Die Walachen oder Rumänen. Eine ethnographische Skizze“. Inː Illustrirtes Familienbuch zur Unterhaltung und Belehrung häuslicher Kreise, NF Band V, Heft 5 (1865), S. 167–178
- 1865ː „Die Osmanen“. Inː Illustrirtes Familienbuch zur Unterhaltung und Belehrung häuslicher Kreise, NF Band V, Heft 7 (1865), S. 240–252
- 1867ː „Französisch-Deutsch und Deutsch-Französisch“. Inː Der Salon für Literatur, Kunst und Gesellschaft (Leipzig), Band I (1867), S. 226–231, 339–355
- 1868ː „Der Philosoph im Gebirge. Aphorismen aus einem kleinen Gebirgs- und Bade-Ort an der Mosel“. Inː Der Salon für Literatur, Kunst und Gesellschaft (Leipzig), Band I (1868), S. 342–347, 441–447, 626–630
- 1869ː „Die erste Deutsche, von der Weser aus um das Jahr 1040 veranstaltete, Entdeckungsreise zum Nordpol“. Inː Petermanns Mittheilungen, Band 15 (1869), S. 11–19
- 1870ː „Die erste deutsche Entdeckungsreise zum Nordpol“. Inː Bremisches Jahrbuch, Band 5 (1870), S. 174–191
- 1872ː „Die Schule der Höflichkeit“. Inː Der Salon für Literatur, Kunst und Gesellschaft (Leipzig), Band X (1872), S. 678–681
- 1872ː „Ueber die geographische Lage und Weltstellung von Triest-Venedig“. Inː Neue Freie Presse. Abendblatt (Wien), Nr. 2862 (13. August 1872), S. 4; Nr. 2863, S. 4; Nr. 2865 (16. August 1872), S. 6
- 1873ː „Ueber die geographische Lage und Weltstellung der Stadt Lissabon und ihres Hafens“. Inː Das Ausland, 46. Jg. (1873), S. 375–379
- 1873ː „Essen und Trinken. Eine kleine Aesthetik der Mahlzeiten“. Inː Der Salon für Literatur, Kunst und Gesellschaft (Leipzig), NF Band I (1873), S. 634–639, Band II (1873), S. 1114–1119
- 1873ː „Warum prunken wir zuweilen mit unsern Schwächen und Mängeln?“. Inː Die Frauenwelt. Illustrirte Muster- und Modezeitung (Wien), Nr. 19 (15. Oktober 1873), S. 299–302
- 1874ː „Ein Kapitel von der Furchtsamkeit. Essay“. Inː Über Land und Meer, Band 33 (Stuttgart 1874), S, 576–578
- 1874ː „Moderne Phraseologie“. Inː Oesterreichisch-ungarische Wehr-Zeitung, Nr. 66 (15. August 1874), S. 1–4 (übernommen aus der Wiener Abendpost)
- 1875: „Abergläubische Meinungen und Gebräuche der Anwohner des Erzgebirges“. In: Zeitschrift für deutsche Kulturgeschichte, Neue Folge IV (Hannover 1875), S. 514–533, 714–742
- 1880 (postum)ː „Die Bremer beim Aufbau der Stadt Riga“. Inː Mittheilungen aus dem Gebiete der Geschichte Liv-, Est- und Kurlands. Band XII (Riga 1880), S. 3–33. Es handelte sich um einen Vortrag, den Kohl am 15. April 1870 bei der Gesellschaft für Geschichte und Alterthumskunde der Ostsee-Provinzen Russlands vorgetragen hatte.
- 1911 (postum)ː „Asia and America“. Inː Proceedings of the American Antiquarian Society 21 (1911), S. 284–338

### Monografien
- 1833: Deutschen Mundes Laute, Königsberg: Aug. Wilh. Unzer (unter den Initialen „J.G.K.“ veröffentlicht)
- 1834: Beiträge zur Urgeschichte einiger Erfindungen, Königsberg: Aug. Wilh. Unzer
- 1834: Kindergeschichten und Nichtgeschichten, Königsberg: Aug. Wilh. Unzer (unter den Initialen „J.G.K.“ veröffentlicht)
- 1841: Die deutsch-russischen Ostseeprovinzen, oder Natur- und Völkerleben in Kur-, Liv- und Esthland, Dresden–Leipzig: Arnoldische Buchhandlung
- 1841: Petersburg in Bildern und Skizzen, Dresden–Leipzig. Zweite, vermehrte und verbesserte Auflage: Dresden–Leipzig: Arnoldische Buchhandlung 1845–46. Eine englische Ausgabe erschien 1852 udT Panorama of St. Petersburg in Londonː Simms & McIntyre
- 1841: Reisen in Südrußland. 3 Teile. Dresden–Leipzig: Arnoldische Buchhandlung. Zweite, vermehrte und verbesserte Auflage: 3 Teile (1: Neurussland – Odessa – Ausflüge in den Steppen; 2: Die Krim – Bessarabien; 3: Die Charakteristik der pontischen Steppen – Bemerkungen über die russischen Leibeigenen und ihre Herren), Dresden–Leipzig: Arnoldische Buchhandlung 1847. Italienische Ausgabe in einem Band udT Viaggi nella Russia meridionale. Prima versione dal tedesco di Enrico Valtancoli Montazio. Florenzː Società Ed. Fiorentina 1842. Niederländische Auswahlübersetzung in einem Band udT De Ukraine en Klein-Rusland. Uit het Hoogduitsch. Groningenː W. van Boekeren 1844
- 1841: Reisen im Inneren von Rußland und Polen. 3 Teile (1: Moskau; 2: Die Ukraine; 3: Die Bukowina, Galizien, Krakau und Mähren). Dresden–Leipzig: Arnoldische Buchhandlung. Moderne, bearbeitete Neuausgabe udT Moskau 1841. Ein Reisebegleiter, hg. von Kurt Scharr und Ksenia A. Scharr, Innsbruck: Studien Verlag 2005
- 1841: Der Verkehr und die Ansiedlungen der Menschen in ihrer Abhängigkeit von der Gestaltung der Erdoberfläche; Dresden–Leipzig: Arnoldische Buchhandlung. Zweite Auflage 1850, Leipzig: Arnoldische Buchhandlung
- 1842: Hundert Tage auf Reisen in den österreichischen Staaten. 5 Teile (1: Reise in Böhmen; 2: Reise von Linz nach Wien; 3: Reise in Ungarn I. Pesth und die mittlere Donau; 4: Reise in Ungarn II. Das Banat, die Pusten und die Plattensee; 5: Reise in Steiermark und im baierischen Hochlande). Dresden–Leipzig: Arnoldische Buchhandlung. Eine englische (leicht verkürzte und aus anderen Schriften ergänzte) Ausgabe in einem Band udT Austria. Vienna, Prague, Hungary, Bohemia, and the Danube; Galicia, Styria, Moravia, Bukovina, and the Military Frontier erschien 1843 in London: Chapman & Hall
- 1842–43: Russia and the Russians, in 1842. 2 Bände. London: H. Colburn. Amerikanische Ausgabe in einem Band udT Russia and the Russians in 1842. Philadelphiaː Carey & Hart 1843
- 1843: Reisen in Irland. 2 Teile. Dresden–Leipzig: Arnoldische Buchhandlung. Englische Ausgabe 1844 in einem Band udT Ireland. Dublin, the Shannon, Limerick, Cork, and the Kilkenny Races, the Round Towers, the Lakes of Killarney, the County of Wicklow, O'Connell and the Repeal Association; Belfast and the Giant's Causeway, New York: Harper & Brothers
- 1844: De Ukraine en Klein-Rusland
- 1844: Land und Leute der britischen Inseln. Beiträge zur Charakteristik Englands. 3 Teile. Dresden–Leipzig: Arnoldische Buchhandlung
- 1844: Reisen in England und Wales. 3 Teile. Dresden–Leipzig: Arnoldische Buchhandlung. Engl. Ausgabe 1845, übersetzt von Thomas Roscoe, udT Travels in England and Wales, London: Sherwood & Co.
- 1844: Reisen in Schottland. 2 Teile. Dresden–Leipzig: Arnoldische Buchhandlung. Erste englische Ausgabe udT Travels in Scotland. Translated from the German. With Notes by the Translator, in Correction or Elucidation of Mr. Kohl's Observations. Londonː Bruce & Wyld 1844. Zweite englische Ausgabe udT Travels in Scotland. Translated from the German. New Edition. Londonː J. & D.A. Darling 1849. Schwedische Ausgabe udT Resor i Skottland. Stockholm 1846
- 1845: (zusammen mit Ida Kohl:) Englische Skizzen. 3 Teile. Leipzig–Dresden: Arnoldische Buchhandlung
- 1846: Die Marschen und Inseln der Herzogthümer Schleswig und Holstein. 3 Bände. Dresden–Leipzig: Arnoldische Buchhandlung
- 1846: Reisen in Dänemark und den Herzogthümern Schleswig und Holstein. 2 Bände. Leipzig: F.A. Brockhaus. Schwedische Ausgabe udT Resor i Danmark jemte en utflygt till södra Swerige. Öfversättning från tyskan af M. S.[8] 2 Bände. Stockholmː Bonnier 1847
- 1847: Bemerkungen über die Verhältnisse der deutschen und dänischen Nationalität und Sprache im Herzogthume Schleswig. Stuttgart–Tübingen: J.G. Cotta
- 1848ː Für eine deutsche Flotte. Dresdenː B.G. Teubner 1848
- 1849: Alpenreisen. 2 Teile. Dresden–Leipzig: Arnoldische Buchhandlung
- 1850: Aus meinen Hütten, oder Geständnisse und Träume eines deutschen Schriftstellers. 3 Bände. Leipzig: Friedrich Fleischer
- 1850ː Reisen in den Niederlanden. 2 Bände. Leipzig: Arnoldische Buchhandlung
- 1851: Der Rhein. 2 Bände. Leipzig: F.A. Brockhaus
- 1851: Reise nach Istrien, Dalmatien und Montenegro. 2 Teile. Dresden: Arnoldische Buchhandlung
- 1851: Naturansichten aus den Alpen. Leipzig: Arnoldische Buchhandlung
- 1851: Skizzen aus Natur- und Völkerleben. 2 Teile. Dresden: Rudolf Kuntze
- 1852: Reisen in Deutschland. Erste Abtheilung: Reisen im südöstlichen Deutschland [= heutiges Österreich]. 2 Bände. Leipzig: Friedrich Fleischer
- 1854: Die Donau von ihrem Ursprunge bis Pesth. Triest: Literarisch-artistische Abtheilung des Oesterreichischen Lloyd (MDZ)
- 1856: Reisen in Canada und durch die Staaten von New-York und Pennsylvanien. Stuttgart–Augsburg: J.G. Cotta. In englischer Übersetzung in 2 Bänden erschienen unter dem Titel Travels in Canada, and through the States of New York and Pennsylvania, London: George Manwaring 1861
- 1857: A Descriptive Catalogue of those Maps, Charts and Surveys Relating to America, which are Mentioned in Vol. III of Hakluyt's Great Work. Washington: Henry Polkinhorn
- 1857: Descriptive and Historical Notes on Certain Maps and Charts, Relating to the Progress of Discovery in America, and Mentioned in Hakluyt's Great Work. Albany: J. Munsell
- 1857: Reisen im Nordwesten der Vereinigten Staaten. New York: D. Appleton & Co.
- 1859: Kitschi-Gami oder Erzählungen vom Oberen See. Ein Beitrag zur Charakteristik der amerikanischen Indianer. 2 Bände. Bremen: C. Schünemann. Eine engl. Ausgabe erschien 1860 udT Kitchi-Gami. Wanderings Round Lake Superior. London: Chapman & Hall (repr. Minneapolis 1956). Die Übersetzung der Ausgabe von 1860, von Lascelles Wraxall, wurde noch 1985 neu gedruckt, udT Kitchi-Gami. Life Among the Lake Superior Ojibway. With a new introduction by Robert E. Bieder and additional translations by Ralf Neufang and Ulrike Böcker. St. Paul: Minnesota Historical Society Press
- 1860: Die beiden ältesten General-Karten von Amerika. Ausgeführt in den Jahren 1527 und 1529 auf Befehl Kaiser Karl's V. im Besitz der Grossherzoglichen Bibliothek zu Weimar. Weimarː Geographisches Institut
- 1861: Geschichte der Entdeckung Amerika’s von Columbus bis Franklin. Bremen: Heinrich Strack
- 1862: Das Haus Seefahrt zu Bremen. Bremen: Heinrich Strack, Digitalisat der Bayerischen Staatsbibliothek.
- 1863: Der Raths-Weinkeller zu Bremen. Bremen: J. Küthmann
- 1864: Nordwestdeutsche Skizzen. Fahrten zu Wasser und zu Lande in den untern Gegenden der Weser, Elbe und Ems. 2 Teile. Bremen: J. Kühtmann
- 1866: Deutsche Volksbilder und Naturansichten aus dem Harze. Hannover: Carl Rümpler
- 1866: Am Wege. Blicke in Gemüth und Welt in Aphorismen. Bremenː C. Ed. Müller
- 1868: Die Völker Europa’s. Hamburg: Vereinsbuchhandlung. Niederländische Ausgabeː Geschiedenis der Europeesche Volken. s'Gravenhageː Joh. Ykema
- 1868: Geschichte des Golfstroms und seiner Erforschung von den ältesten Zeiten bis auf den grossen amerikanischen Bürgerkrieg. Eine Monographie zur Geschichte der Oceane und der geographischen Entdeckungen. Bremen: C. Ed. Müller
- 1868: Pilgerfahrt des Landgrafen Wilhelm des Tapferen von Thüringen zum heiligen Lande. Bremen: C. Ed. Müller
- 1868ː Vom Markt und aus der Zelle. Populäre Vorträge und vermischte kleine Schriften. 2 Bände. Hannoverː Carl Rümpler
- 1869: A History of the Discovery of the East Coast of North America, Particularly the Coast of Maine; from the Northmen in 990, to the Charter of Gilbert in 1578, gedruckt als Teil von William Willis (Hrsg.): Documentary History of the State of Maine. Vol. I. Containing a History of the Discovery of Maine. Portland: Bailey & Noyes
- 1870: Denkmale der Geschichte und Kunst der Freien Hansestadt Bremen, Abteilung 2: Episoden aus der Cultur- und Kunstgeschichte Bremens. Bremen: C. Ed. Müller
- 1870ː Livland, Amerika und das neue Börsenbild in Bremen. Eine Vorlesung gehalten in Bremen im Börsengebäude am 4. März 1870. Dorpatː W. Gläser
- 1871: Alte und neue Zeit: Episoden aus der Cultur-Geschichte der freien Reichs-Stadt Bremen. Bremen: C. Ed. Müller
- 1872: Zur Vorgeschichte Livlands. Zweite unverstümmelte Ausgabe. Leipzig: E. Bidder
- 1873ː Ueber Klangmalerei in der Deutschen Sprache. Berlinː Lüderitz
- 1874: Die geographische Lage der Hauptstädte Europa's. Leipzig: Veit & Comp.
- 1876: Kleine Essays. Wien: Carl Gerold’s Sohn
- 1877: Geschichte der Entdeckungsreisen und Schifffahrten zur Magellan’s-Strasse und zu den ihr benachbarten Ländern und Meeren. Berlin: Dietrich Reimer
- 1878: Die natürlichen Lockmittel des Völker-Verkehrs. Bemerkungen über die wichtigsten rohen Naturprodukte, welche die Ausbreitung des Menschengeschlechts über den Erdboden gefördert, zu Länder-Entdeckung, Ansiedlung, Colonien-Stiftung und Städte-Bau Veranlassung gegeben und in der Geschichte der Geographie eine hervorrag. Rolle gespielt haben. Bremen: C. Ed. Müller
- 1885 (postum): History of Discovery and Exploration on the Coasts of the United States, [Washington:] U.S. Coast and Geodetic Survey
- 1911 (postum): Asia and America. An Historical Disquisition Concerning the Ideas which Former Geographers had about the Geographical Relation and Connection of the Old and New World. Worcester, Massachusetts: The American Antiquarian Society